# آبشار گرین لیک
آبشار گرین لیک (به انگلیسی: Green Lake Falls) آبشاری است که در ایالت واشینگتن، ایالات متحده آمریکا واقع شده و ارتفاع کلی ریزشگاه آن ۹۷۹ فوت (۲۹۸ متر) است.